# 루시 실바스
루시 실바스(Lucie Silvas, 1977년 9월 4일 ~ )는 잉글랜드의 싱어송라이터이다.